# Julia Gutiérrez Caba
Julia Gutiérrez Caba   (Madrid, 20 d'octubre de 1928) és una actriu espanyola. Nascuda en una família amb gran tradició artística, és filla dels actors Emilio Gutiérrez i Irene Caba Alba, neta d'Irene Alba, neboda de Julia Caba Alba i germana d'Irene i Emilio Gutiérrez Caba; és, a més, tia del productor José Luis Escolar i bestia de l'actriu Irene Escolar.

## Filmografia

### Cinema
| - 091 Policía al habla (1960) - A las cinco de la tarde (1961) - Usted puede ser un asesino (1961) - Diferente (1962) - Accidente 703 (1962) - La gran familia (1962) - Nunca pasa nada (1963) - El camino (1963) - Tiempo de amor (1964) - La frontera de Dios (1965) - Currito de la Cruz (1965) - La familia y... uno más (1965) - Las últimas horas... (1966) - Nuevo en esta plaza (1966) - Operación Plus Ultra (1966) - Las viudas (1966) - Los guardiamarinas (1967) | - Un millón en la basura (1967) - Las amigas (1969) - Los desafíos (1969) - Fortunata y Jacinta (1970) - Experiencia prematrimonial (1972) - Proceso a Jesús (1974) - Un hombre como los demás (1974) - En la cresta de la ola (1975) - Fulanita y sus menganos (1976) - Cazar un gato negro (1977) - Los claros motivos del deseo (1977) - Doña Perfecta (1977) - El color de las nubes (1997) - La herida luminosa (1997) - You're the one (una historia de entonces) (2000) - Foto de familia (2002,curtmetratge) - Els ulls de la Júlia (2010) |

### Televisió
- Día a día (1963)
- Rosi y los demás (1963)
- Novela (1963-1965)
- Primera fila (1963-1965)
- Confidencias (1963-1965)
- La pequeña comedia (1966)
- Estudio 1 (1966-1979)
- Tiempo y hora (1965-1967)
- Las doce caras de Juan (1967)
- Bajo el mismo techo (1970)
- Buenas noches, señores (1972)
- Mujeres insólitas (1977)
- El señor Villanueva y su gente (1979)
- Los Serrano (2003-2008)
- Águila Roja (2011-2013)

### Teatre
| - Mariquilla Terremoto (1951), de los Hermanos Álvarez Quintero - Ha llegado Don Juan (1952), de Jacinto Benavente - Milagro en la Plaza del Progreso (1953), de Joaquín Calvo Sotelo - El alfiler en la boca (1953), de Jacinto Benavente - La cura de amor (1954), de Guitton - La ratonera (1954), de Agatha Christie - ¡Sublime decisión! (1955), de Miguel Mihura - La canasta (1955), de Miguel Mihura - Testigo de cargo (1956) d'Agatha Christie - Un trono para Cristi (1956), de José López Rubio - Toda la verdad (1957), de Philip Mackie - Melocotón en almíbar (1958), de Miguel Mihura. - El amor...y una señora (1958), de Carlos Llopis - Diez negritos (1958), de Agatha Christie - Coartada (1959), de Agatha Christie - La visita inesperada (1959), de Agatha Christie - Crimen contra reloj (1960), de Frank Launder i Sidney Gillat - Los ojos que vieron la muerte (1960), de Agatha Christie - Cosas de papá y mamá (1960), de Alfonso Paso - El cenador (1960), d'Alec Coppel - El chalet de Madame Renard (1961), de Miguel Mihura - Como casarse en siete días (1962), de Alfonso Paso - Las entretenidas (1962), de Miguel Mihura - Al final de la cuerda (1962), de Alfonso Paso - Los derechos del hombre (1963), de Alfonso Paso - Panteón para tres (1963), de Norman Barasch i Carroll Moore - A Electra le sienta bien el luto (1965), d'Eugene O'Neill - El sol en el hormiguero (1966), d'Antonio Gala - Flor de cactus (1966/67), de Barillet i Gredy | - Luz de gas (1967), de Patrick Hamilton - Una tarde de lluvia (1968), de Joaquín Calvo Sotelo - Cuarenta quilates (1969), de Barillet i Gredy, con Aurora Redondo - Olivia (1970), de Terence Rattigan - Cuatro historias de alquiler (1970), de Barillet i Gredy - Los viernes...amor (1971), de Waterhouse i Hall - La profesión de la señora Warren (1973), de Bernard Shaw - Tal como son (1974), de Chejov - Las tres gracias de la casa de enfrente (1975), d'Eric Schneider - Doña Margarita y la biología (1976), d'Athayde - El estornudo (1977), de Plerra Oheslot - Una percha para colgar el amor (1977), de Samuel Taylor - Acapulco...Señoras (1978), de Yves Jemiaque - La Celestina (1978), de Fernando de Rojas - Vivamos hoy (1979), de Santiago Moncada - Petra Regalada (1980), d'Antonio Gala - El camino verde (1984), de Juan José Alonso Millán - Amantes (1985), de Michael Cristofer - El jardín de los cerezos (1986), de Chejov. - El manifiesto (1987), de Brian Clark - Leyendas (1988), de James Kirkwood - Feliz aniversario (1991), de Adolfo Marsillach - Todo controlado (1992), de Juan José Alonso Millán - Qué señoras (1992), de Juan José Alonso Millán - Siempre en otoño (1993), de Santiago Moncada - Juego de reyes (1995), de Pavel Kohovt. - Preferiría que no (1998), d'Antonia Brancati - Madame Raquin (2001), de Èmile Zola |

## Premis i nominacions
| Any  | Premi                                                  | Categoria                                    | Títol                                     | Resultat   |
| ---- | ------------------------------------------------------ | -------------------------------------------- | ----------------------------------------- | ---------- |
| 1962 | Premis Sant Jordi                                      | Millor actriu espanyola                      | A las cinco de la tarde                   | Guanyadora |
| 1962 | Premi del Sindicato Nacional del Espectáculo (Espanya) | Millor actriu                                | Accidente 703                             | Guanyadora |
| 1964 | Círculo de Escritores Cinematográficos                 | Millor interpretació femenina                | Nunca pasa nada                           | Guanyadora |
| 1964 | Premi del Sindicato Nacional del Espectáculo (Espanya) | Millor actriu                                | Tiempo de amor                            | Guanyadora |
| 1966 | Premis Sant Jordi                                      | Millor interpretació en pel·lícula espanyola | Nunca pasa nada                           | Guanyadora |
| 1966 | Fotogramas de Plata                                    |                                              |                                           | Guanyadora |
| 1973 | Antena de Oro, Espanya                                 | Televisió                                    |                                           | Guanyadora |
| 1973 | TP d'Or                                                | Millor actriu                                | Buenas noches, señores                    | Guanyadora |
| 1981 | Premi Memorial Margarida Xirgu                         |                                              | Petra regalada                            | Guanyador  |
| 1998 | Premis Goya                                            | Goya a la millor actriu                      | El color de las nubes                     | Nominada   |
| 2001 | Círculo de Escritores Cinematográficos                 | Millor actriu secundària                     | You're the one (una historia de entonces) | Guanyadora |
| 2001 | Premis Goya                                            | Goya a la millor actriu secundària           | You're the one (una historia de entonces) | Guanyadora |
| 2004 | Premis Zapping                                         | Millor actriu                                | Los Serrano                               | Nominada   |
| 2008 | Fotogramas de Plata                                    | Millor intèrpret de cinema espanyol          | Nunca pasa nada                           | Guanyadora |
| 2012 | Círculo de Escritores Cinematográficos                 | Per la seva trajectòria                      |                                           | Guanyadora |